# Licor de chocolate

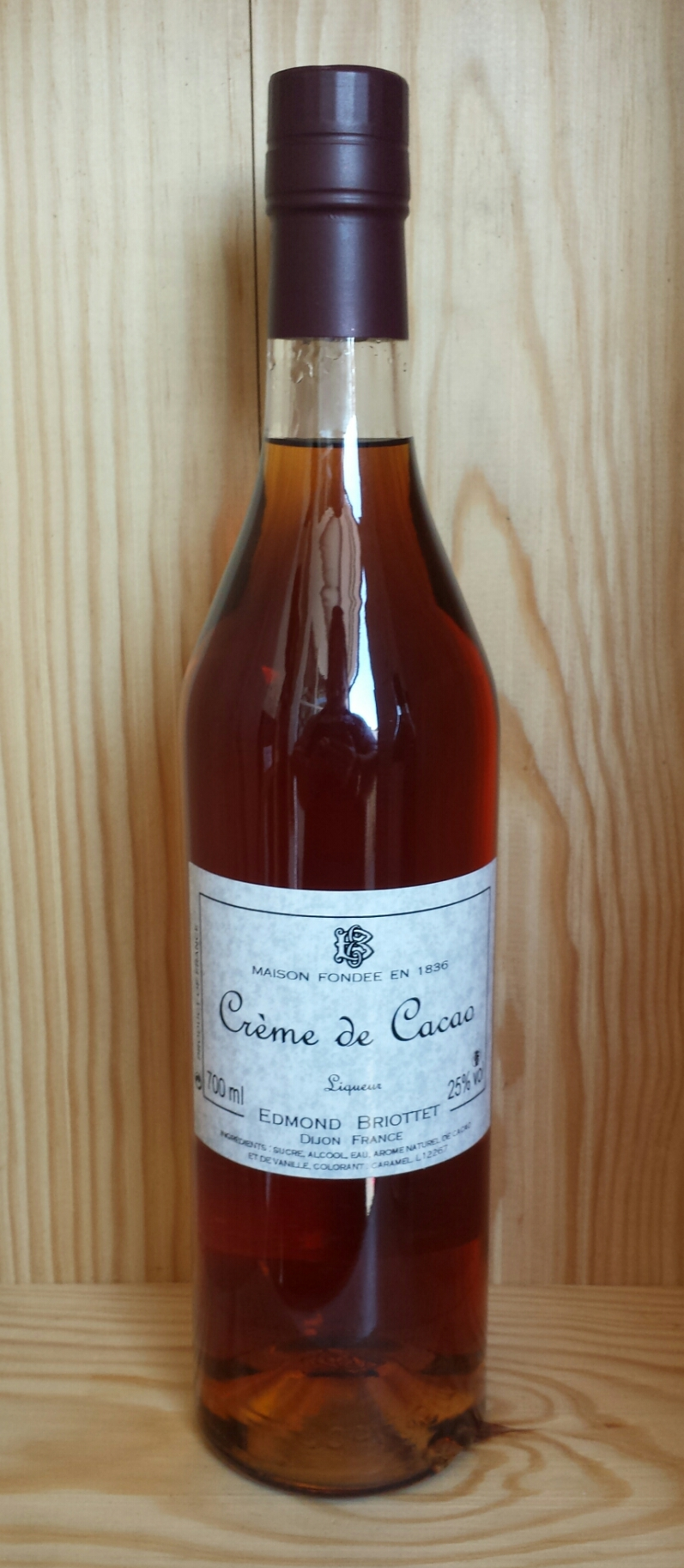
Una botella de licor de chocolate.

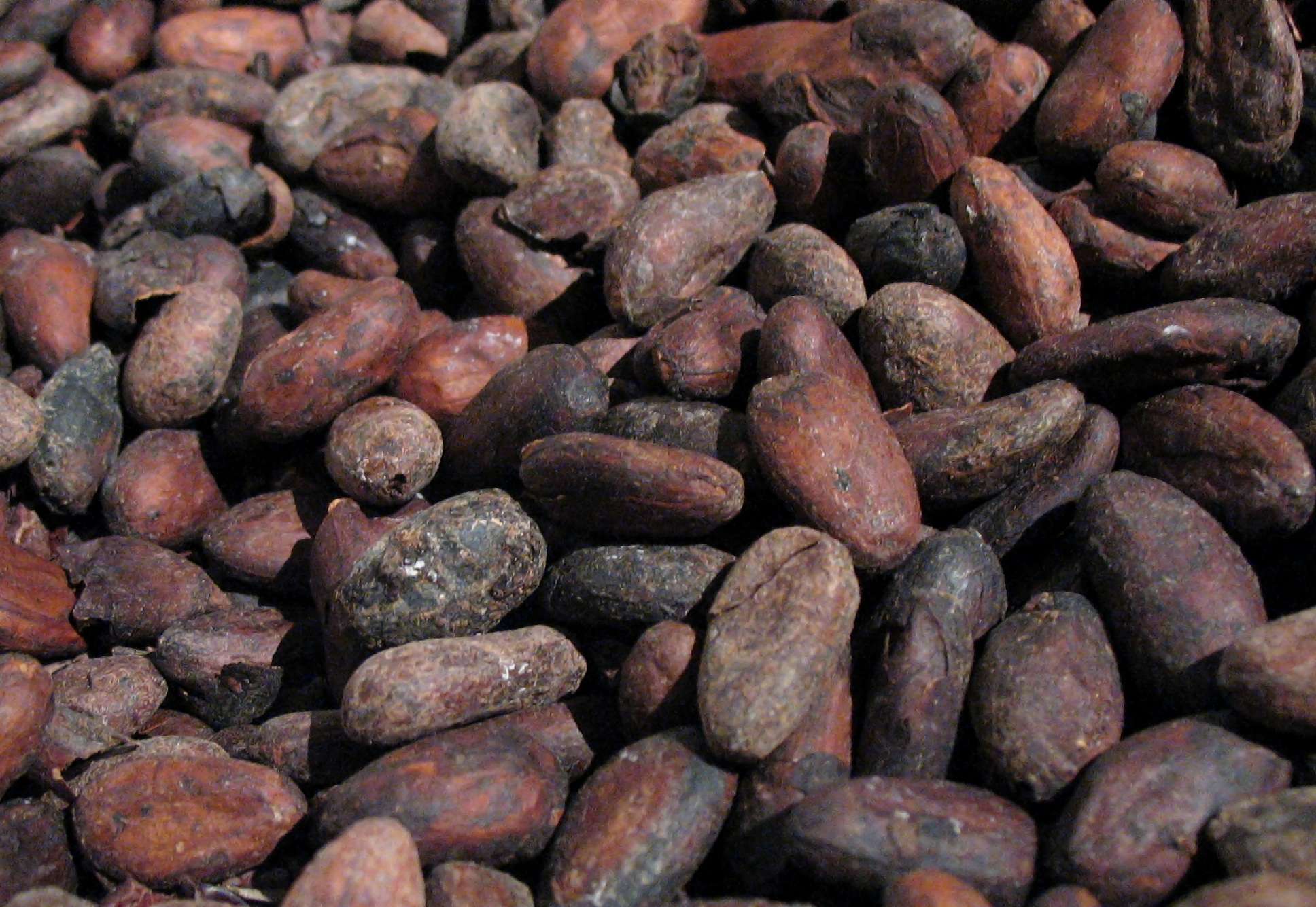
Granos de cacao.

El licor de cacao o de chocolate es un licor hecho a partir de masa de cacao, que son granos de cacao que han sido secados, tostados, fermentados, molidos y prensados. El licor de cacao es uno de los ingredientes principales en la elaboración del chocolate. Se suele servir con el postre, nunca como aperitivo, y también se suele mezclar en cócteles como el Brandy Alexander. El licor de cacao suele rondar los 30-40º de alcohol, aunque algunas versiones, a pesar del nombre, no contienen alcohol.

## Historia
Popularmente, se piensa que el licor de chocolate surgió en los años 90 del siglo pasado, debido a una repentina moda que abasteció los mercados de este producto. Sin embargo, se menciona la producción y venta de chocolate en licor ya en 1666. El contexto sugiere no es masa del cacao ni ninguna otra bebida de chocolate, sino que efectivamente se trata de un licor. En Nueva Inglaterra antes de la Revolución Americana del siglo XVIII, era popular el «vino de chocolate» (chocolate wine). Sus ingredientes incluyen Jerez, Porto, chocolate y azúcar.
Otro manual francés publicado en 1780 también describe el licor de chocolate. Un manual farmacéutico francés de 1803 incluye una receta para elaborar licor de chocolate (ratafia de chocolat, también ratafia de cacao). Un libro de cocina estadounidense de principios del siglo XIX, publicado en 1825 y conservado en un archivo histórico en Carolina del Sur, incluye una receta similar. A lo largo del siglo XIX y principios del siglo XX, manuales y enciclopedias en francés, inglés y español ofrecen recetas similares. Un manual de ciencias de la alimentación de finales del siglo XIX ofrece una receta que incluye técnicas para aclarar y colorear el licor. Un manual similar de principios del siglo XX ofrece cuatro recetas.
A partir de 1994, surgen varias marcas de licor de chocolate en el mercado, que se atribuye a la «moda del chocolate» de los años noventa.

## Recetas
Las recetas de licor de chocolate de principios del siglo XIX incluían granos de cacao enteros. Una receta moderna básica para hacer licor de chocolate en casa enumera los siguientes ingredientes: extracto de chocolate, extracto de vainilla, vodka y jarabe. Para mantener el extracto de chocolate en suspensión y hacer que el licor sea más espeso, se puede agregar glicerina. En su forma más pura, el licor de chocolate es claro, aunque se puede agregar colorante. Las recetas de licores de chocolate caseros también pueden incluir huevos crudos como ingrediente, lo que supone un riesgo de salmonelosis. Se puede lograr una seguridad razonable combinando los huevos con el alcohol antes que otros ingredientes. Anteriormente, el licor se hacía agregando los granos de cacao a un licor básico. El vino de chocolate moderno se puede considerar como un subtipo de licor de chocolate.

## Usos
El licor de chocolate se puede consumir directamente, como una bebida después de la cena en lugar de como apéritif. Se utiliza en coctelería y repostería, especialmente en salsas de postres, pasteles y trufas. Un gastrónomo señala que muchas recetas de trufa de chocolate agregan una pequeña cantidad de licor de chocolate al chocolate derretido, y advierte que agregar el licor a menudo hace que el chocolate se agarrote. Un uso menos común es en fondant enrollado de chocolate.
Podría decirse que el uso más controvertido puede estar relacionado con un escándalo sobre la procedencia de ciertas botellas de vinos del siglo XVII que se dice que pertenecieron a Thomas Jefferson, y comercializados por Hardy Rodenstock. Benjamin Wallace escribe en su libro The Billionaire's Vinegar que en una cata de vinos del siglo XIX de Château Latour, proporcionada por Rodenstock, varias personas notaron que los vinos tenían un sabor a licor de chocolate y eran falsos. El vino y el chocolate son una combinación de sabores clásica, y esto se refleja en algunos cócteles que combinan un vino tinto fuerte con una pizca de licor de chocolate.

## Variantes
Hay tres tipos de licor de chocolate: licor, licor crema y crema de cacao.

### Licor de chocolate
- Afrikoko (coco y chocolate)
- Ashanti Gold
- Bicerin Di Giandujotto
- Djangoa (con un toque de anís)
- Godiva Dark Chocolate
- Liqueur Fogg
- Mozart Black (chocolate negro)
- Royal Mint-Chocolate Liqueur
- Sabra liqueur (chocolate negro y naranjas de Jaffa)
- Thornton's Chocolate Liqueur

### Licor crema de chocolate
- Cadbury Cream Liqueur[17]
- Dooley's White Chocolate Cream Liqueur
- Dwersteg's Organic Chocolate Cream Liqueur
- Godiva White Chocolate
- Florcello Chocolate Orange Cream Liqueur
- Mozart Gold Chocolate Cream Liqueur
- Mozart White Chocolate Cream Liqueur
- Vana Tallinn Chocolate Cream
- Vermeer Dutch Chocolate Cream Liqueur

### Crema de cacao
La crema de cacao puede ser clara o de color caramelo oscuro, que a menudo se denomina «crema de cacao oscura». Como su nombre indica, provee una textura cremosa y un sabor muy dulce, que se logra al tener un contenido de azúcar de al menos 250 g⁄l según lo exige la ley europea, y no contiene leche.
El grado de alcohol de la crema de cacao varía en torno a los 20º-25º.